# 済東鉄腸
済東 鉄腸（さいとう てっちょう、1992年9月10日 - ）は、日本の映画ライター、作家。千葉県市川市出身。
大学時代に『キネマ旬報』などに映画評論を書き続ける傍ら、ルーマニアの映画監督コルネリウ・ポルンボユの映画『ポリス、アジェクティヴ』に出会ったことをきっかけに独学でルーマニア語を志し、2023年に自身の半生を綴った自伝的エッセイ『千葉からほとんど出ない引きこもりの俺が、一度も海外に行ったことがないままルーマニア語の小説家になった話』を発表。「ルーマニア語で書く日本人作家」や「日本人初のルーマニア語の小説家」として国内外から注目を集めている。

## 略歴
小学生の頃は「漢字博士」が夢だったという。中学校では夏目漱石や谷崎潤一郎の作品に触れ、「10代で漱石を読んじゃう俺カッケー」という優越感に浸っていた。高校時代はクイズ研究会に所属。
大学受験を失敗し、滑り止めで進学した大学で日本文学を専攻するも、サークルでの失恋と東日本大震災をきっかけに徐々に引きこもりの生活を送るようになる。就職活動も上手く行かず、ひたすら家で映画を観る生活を送るうちに映画評論・批評を行い、いくつかの映画雑誌に文章を寄稿するようになった。
そんな折に観たコルネリウ・ポルンボユ監督による2009年公開のルーマニア映画『ポリス、アジェクティヴ』に大きな感銘を受け、ルーマニア語を独学で学び始める。
うつ病やクローン病に悩まされながらも、Facebookで4000人のルーマニア人に友達リクエストを送る「ルーマニア・メタバース」を構築し、手軽に現地のルーマニア語に触れられる環境を整える。Facebookでは現地の文芸評論家ミハイ・ヨヴァネルや人類学者ラルーカ・ナジと交流を持つようになった。
2019年にルーマニアのWeb文芸誌『LiterNautica』に自身の短編小説『Un japonez ordinar』が掲載され、「日本人初のルーマニア語作家」となる。その後は新進気鋭のルーマニア語詩人トニ・キラを自らの師匠とし、2020年に友人のヨヴァネルが出版したルーマニアの現代文学をまとめた『Istoria literaturii române contemporane 1990-2020』に「Tettyo Saito」として掲載される。
2023年に自らの半生を綴った自伝的エッセイ『千葉からほとんど出ない引きこもりの俺が、一度も海外に行ったことがないままルーマニア語の小説家になった話』を左右社から出版。翻訳家の岸本佐知子や『独学大全』で有名な読書猿から絶賛を受ける。
「済東鉄腸」はペンネーム。当初は「済藤鉄腸」を名乗っていたが、ルーマニアが位置する東欧のダブル・ミーニングの意味合いも込めて「東」を採用した。最近はルクセンブルク語やマルタ語の学習に取り組んでいる。

## 著書
- 『千葉からほとんど出ない引きこもりの俺が、一度も海外に行ったことがないままルーマニア語の小説家になった話』左右社、2023年 ISBN 978-4865283501
- 『クソッタレな俺をマシにするための生活革命』左右社、2024年 ISBN 978-4865284287